# Гильом де Рубрук
Гильом де Рубрук, также Виллем (Вильгельм) Рубрук (фр. Guillaume de Rubrouck, нидерл. Willem van Rubroeck; ок. 1220 — ок. 1293) — фламандский монах-францисканец, путешественник. 
В 1253—1255 годах по поручению французского короля Людовика IX совершил путешествие к монголам, которых он называет моалами. Автор книги «Путешествие в восточные страны». Его вклад в средневековую географическую литературу сопоставим с вкладом Марко Поло. Главный герой поэмы Николая Заболоцкого «Рубрук в Монголии».

## Путешествие
Гильом де Рубрук сопровождал Людовика IX во время Седьмого крестового похода, закончившегося крайне неудачно. Выкупившись из плена, Людовик ещё четыре года оставался на Святой земле. В 1251 году в Цезарее он принял Андре де Лонжюмо, миссия которого завершилась безрезультатно. Но Людовик не оставил надежды наладить сотрудничество с монголами. В 1252 году французский король поручил Рубруку отправиться в южные степи, в ставку хана Бату. Помня о неуспехе посольства Лонжюмо, Людовик посоветовал Рубруку скрывать дипломатический характер поездки и путешествовать в качестве миссионера.
Весной 1252 года Рубрук и его спутники отправились из города Акка (Акра, Аккон), порта в Северной Палестине (к северу от мыса Кармель), в Константинополь, где задержались до весны следующего года. 7 мая 1253 года, получив рекомендательные письма от императора Балдуина II, они выехали из Константинополя. Переправившись через Чёрное море и высадившись в порту Солдайя (Судак) на южном берегу Крыма, монахи купили запряжённую четырьмя волами крытую повозку в Тартарии и двинулись к низовьям Волги (Этилии), где была ставка Батыя. Достигнув северного берега Азовского моря, путешественники направились на восток.

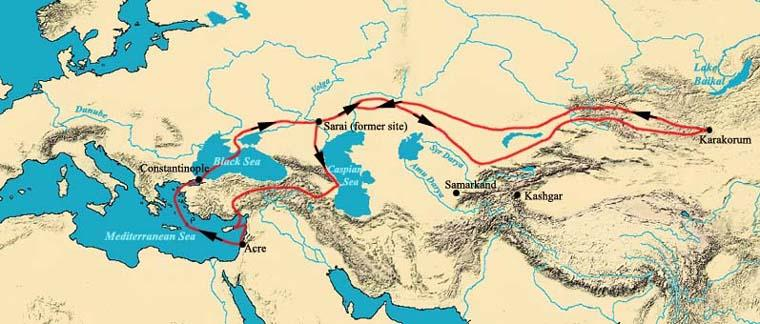
Красным указан маршрут Рубрука

После двухмесячного путешествия Рубрук прибыл в лагерь хана Сартака, расположенный на берегу Волги. Рубрук и его спутники просили доложить Сартаку об их приезде, и тот согласился принять чужестранцев. Облачившись в церковные одеяния, разложив на подушке Библию, псалтырь, требник, распятие и кадило, с пением молитв они вошли в палатку Сартака. Сартак с любопытством рассматривал монахов и их одеяние, но в переговоры с ними не вступил, предложив им отправиться к его отцу, хану Батыю. Однако и Батый не захотел вступить в переговоры с посланниками французского короля, оставил в ставке Сартака часть монахов во главе со спутником Рубрука Госсетом, а самого Рубрука отослал к великому хану Мункэ, в Каракорум.
8 августа Рубрук пересек Этилию (Итиль, то есть Волгу), третью из четырёх великих рек, которые он называет в своём описании. Продолжая свой путь примерно на восток в течение 34 дней после перехода реки Урал, он прибыл в бассейн реки Сырдарьи, откуда повернул на юго-восток. В течение семи дней Рубрук ехал горной дорогой вдоль северо-западных отрогов Алатау.
8 ноября он достиг долины реки Талас и города Кенчат, а на следующий день другого поселения, ближе к горам. Вот что пишет об этом Рубрук:
Я спросил про горы и узнал, что это было продолжение Кавказских гор, которые простираются по обе стороны Каспийского моря, с запада на восток. Тут также я узнал, что мы уже проехали вышеупомянутое море, в которое впадает Этилия.
Вслед за этим Рубрук и его спутники перешли горы и пошли по равнине, по правой стороне были высокие горы, а по левой — море или озеро; чтобы объехать его вокруг, требовалось 15 дней. Это было озеро Балхаш. Далее Рубрук поехал мимо озера Алаколь и через Монголию ко двору великого хана, куда и прибыл 26 декабря. Отсюда после некоторой задержки Рубрук переехал вместе со всем двором в столицу Каракорум.

### Каракорум
Этот город, по словам Рубрука, был обнесён земляными стенами, с воротами на каждой из четырёх сторон. Дворец великого хана Мункэ, две мусульманские мечети и один христианский храм составляли главные здания города. Великого хана в это время не было в столице, и поэтому Рубрук вместе со своими спутниками должен был отправиться в его резиденцию, находившуюся по ту сторону гор, в северной части страны. 4 января 1254 года состоялась церемония их представления ко двору хана.

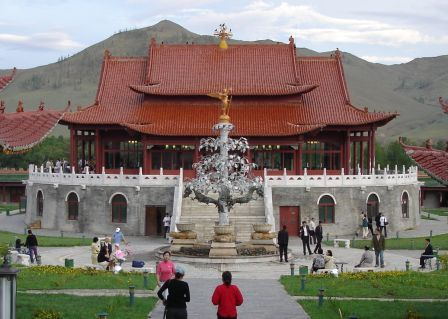
Современная реконструкция знаменитого Серебряного дерева мастера Гийома

Следуя правилу францисканских монахов, они шли босые, причём отморозили себе пальцы на ногах, так как был сильный мороз. Когда монголы ввели монахов к Мункэ, они увидели перед собой курносого человека среднего роста, лежащего на большом диване; на нём была меховая одежда, блестящая, как шкура тюленя. Вокруг Мункэ-хана сидели на шестах соколы и другие птицы. Послам французского короля были предложены разные напитки: арак, кумыс и мёд. Но послы воздержались от питья; сам же хан вскоре охмелел, и аудиенция должна была прекратиться. Рубрук провёл несколько месяцев при дворе Мункэ-хана, где встретил много немецких и французских пленников, которых заставляли выделывать оружие, домашнюю утварь.
После нескольких аудиенций у великого хана Рубрук получил позволение вернуться в Каракорум и там переждать зиму. Во время своего пребывания в Каракоруме Рубрук собрал интересные сведения о китайцах, об их нравах, обычаях, письме. Монгольская столица, за исключением двора великого хана, не произвела на него впечатления. Поразило монаха другое — наличие, кроме языческих и буддийских храмов, двух мечетей и одной христианской (несторианской) церкви — доказательство непонятной для средневековых католиков веротерпимости монголов. Мункэ передал послу письмо французскому королю. Он называл себя в этом письме владыкой мира и требовал от французов присяги на верность, если они хотят жить с ним в мире.
Спутник Рубрука, монах-итальянец Бартоломео из Кремоны, остался при местной христианской церкви. Рубрук же 6 июня 1254 года покинул монгольскую столицу и поехал обратно той же дорогой, но, достигнув города Астрахани, расположенного близ устья Волги, на этот раз направился к югу и через Дербент, Нахичевань, Эрзерум и Малую Азию достиг порта Акка на берегу Средиземного моря.
16 июня 1255 года Рубрук прибыл в Фамагусту на Кипре, а в августе вернулся в свой монастырь.

## «Путешествие в восточные страны»
Миссия в Каракорум принесла важные географические сведения. О Каспийском море Рубрук писал:
Брат Андрей [Лонжюмо] лично обогнул две стороны его, именно южную и восточную, я же другие две, именно северную [и]… западную.
Рассказ Рубрука о виденных им странах содержал также туманные указания на существование и других народностей, помимо виденных ими. Так, описывая людей, живших за пределами юрисдикции ханского двора, Рубрук говорит, что «далее находится великая Катайя (Китай), жители которой, как я полагаю, в древности назывались серами (seres), ибо от них прибывают самые лучшие шёлковые ткани, называемые по латыни serici». Рубрук был первым человеком, вслух высказавшим предположение, что Катайя (Китай) и Серес были двумя частями одного целого.
Рубрук первым в европейской литературе указал на одну из основных черт рельефа Центральной Азии — наличие Центрально-азиатского нагорья. Этот вывод сделан из наблюдений над направлением течения азиатских рек, встречавшихся на пути. Именно он первым из европейцев упомянул мантру «Ом мани падме хум».
Рубрук описал также, в общих чертах, по расспросным данным, ряд стран Центральной и Восточной Азии. Он указал, что Катай (Северный Китай) прилегает на востоке к океану. Он собрал сведения (скудные и порой неточные) о маньчжурах, корейцах и некоторых народностях Северной Азии.

Рубрук сообщает интересные подробности о крупной торговле солью с низовьев Дона:
На севере этой области находится много больших озёр, на берегах которых имеются соляные источники; как только вода их попадает в озеро, образуется соль, твёрдая, как лёд; с этих солончаков Батый и Сартак получают большие доходы, так как со всей Тартарии ездят туда за солью, и со всякой нагруженной повозки дают два куска хлопчатой бумаги… Морем также приходит за этой солью много судов, которые все платят пошлину по своему грузу.

## Итог путешествия
В дипломатическом отношении путешествие Рубрука не принесло французскому королю никакой пользы, поскольку в качестве основы для сотрудничества великий хан требовал его формального подчинения. Хан Хулагу, брат Мунке, независимо от западного христианского мира возглавил поход на Ближний Восток (Крестовый поход хана Хулагу). Однако это путешествие намного расширило знания о Центральной Азии, о которой Рубрук оставил превосходное сообщение. Составленное на латинском языке сочинение было впервые опубликовано в 1589 году. Труд Рубрука был высоко оценён современниками и потомками. Видный немецкий географ конца XIX века Оскар Пешель назвал его «величайшим географическим шедевром Средневековья». Рубрук сообщил интересные сведения о Китае, кыргызах (хакасах), урянхайцах (тувинцах) и других народах.

### Публикации
- Джованни дель Плано Карпини. История монгалов. Гильом де Рубрук. Путешествие в восточные страны. Книга Марко Поло / Пер. А. И. Малеина, И. П. Минаева. Вступ. ст. и комментарии М. Б. Горнунга. — М.: Мысль, 1997. — ISBN 5-244-00851-X
- The Mission of Friar William of Rubruck: His Journey to the Court of the Great Khan Mongke, 1253—1255. Tr. by P. Jackson. Aldershot: Ashgate, 1990.